# Rezolucja Rady Bezpieczeństwa ONZ nr 1666
Rezolucja Rady Bezpieczeństwa ONZ nr 1666 została uchwalona 31 marca 2006 podczas 5405. posiedzenia Rady.
Rezolucja stanowi dość pokaźny zbiór komentarzy i opinii Rady na temat sytuacji w Gruzji. Jedynym wiążącym prawnie postanowieniem jest przedłużenie mandatu Misji Obserwacyjnej ONZ w Gruzji (UNOMIG) do 15 października 2006.